# Гремолата
Гремолата (італ. gremolata) — популярна італійська суміш, яка надає стравам пікантності та гостроти, типовий соус до особуко. Головними компонентами гремолати є зелена петрушка, часник та цедра лимона.
Гремолата — чудове доповнення до страв з телятини, також нею приправляють тушковані або варені овочі. Гремолату подають до страв з м'яса, морепродуктів, а також до рибних страв.
Для приготування гремолати в домашніх умовах знадобиться невеликий пучок петрушки, цедра одного лимона і три зубчики часнику. Всі інгредієнти потрібно дрібно посікти, з'єднати і добре перемішати. Гремолата містить багато вітаміну C.